# Józef Klemens Czartoryski
Józef Klemens Czartoryski, né le 21 novembre 1740, mort le 15 février 1810 à Varsovie, est un prince polonais, issu de la famille Czartoryski.

## Biographie
Józef Klemens Czartoryski est le fils de Stanisław Kostka Czartoryski et de Anna Rybinska.

## Mariage et descendance
Il épouse Dorota Barbara Jabłonowska (en), fille d'Antoni Barnaba Jabłonowski. Ils ont pour enfants:
- Maria Antonina Czartoryska (†1777), épouse de Jan Alojzy Potocki
- Klementyna Czartoryska (1780-1852), épouse d'Eustachy Erazm Sanguszko
- Teresa Czartoryska (1785-1868), épouse d'Henryk Ludwik Lubomirski
- Józefina Maria Czartoryska (1787-1862), épouse d'Alfred Wojciech Potocki (en)
- Celestyna Czartoryska (1790–1850), épouse de Gabriel Stanislaw Rzyszczewski (pl)

## Sources
- (en)/(pl) Cet article est partiellement ou en totalité issu des articles intitulés en anglais « Józef Klemens Czartoryski » (voir la liste des auteurs) et en polonais « Józef Klemens Czartoryski » (voir la liste des auteurs).